# داریوش شیاستاچ
داریوش شیاستاچ (لهستانی: Dariusz Siastacz؛ ‏ زادهٔ ۱۸ آوریل ۱۹۶۲) بازیگر اهل لهستان است.
از فیلم‌ها یا مجموعه‌های تلویزیونی که وی در آن‌ها نقش داشته‌است، می‌توان به تمام آنچه بدان عشق می‌ورزم، طایفه، اجاره‌نشین‌ها، نشانه‌گذاری‌شده، پیمان ورشو، خانه کشیش، پدر متیو، قانون حقیقی، مأموریت افغانستان، دوران افتخار، کمیسر آلکس، هتل ۵۲، مزرعه، دوستان، عشق اول، جهان به روایت خانواده کیپسکی، جادوگر (مجموعه تلویزیونی)، جادوگر (فیلم)، کارآگاهان جنایی، اعتصاب و آوای وزغ اشاره نمود.